# 里奇利 (內布拉斯加州)
里奇利（英語：Ridgeley）是位於美國內布拉斯加州道奇縣的非建制地區。

## 歷史
里奇利的郵局於1871年設立，其後於1902年停運。

## 地理
里奇利所處的海拔為高於海平面365米（即1198英呎），而該地所採用的時區為UTC-6，即北美中部时区（CST）。同時該地設有夏令時間，為UTC-6調快一小時，即UTC-5（CDT）。